# Ćukovi (Bihać, BiH)
Ćukovi su naseljeno mjesto u gradu Bihaću, Federacija Bosne i Hercegovine, BiH. Nalazi se južno od grada Bihaća.

## Povijest
Tijekom Drugog svjetskog rata, srpski ustanici željni osvetiti ustaške pokolje 4. i 5. rujna 1941. godine opljačkali su i do temelja spalili selo Ćukove, svirepo ubivši veliki broj stanovnika muslimana.

## Stanovništvo

### 1991.
Nacionalni sastav stanovništva 1991. godine, bio je sljedeći:
ukupno: 462
- Muslimani - 456
- Hrvati - 2
- Srbi - 1
- Jugoslaveni - 1
- ostali, neopredijeljeni i nepoznato - 1

### 2013.
Nacionalni sastav stanovništva 2013. godine, bio je sljedeći:
ukupno: 221
- Bošnjaci - 209
- Srbi - 1
- ostali, neopredijeljeni i nepoznato - 11

## Vanjske poveznice
- Satelitska snimka  Arhivirana inačica izvorne stranice od 28. rujna 2020. (Wayback Machine)